# Día de la Dignidad Nacional
El Día de la Dignidad Nacional fue una fecha conmemorativa que se celebraba en Perú cada 9 de octubre en conmemoración a la toma de La Brea y Pariñas por parte del Gobierno Revolucionario de la Fuerza Armada.

## Historia

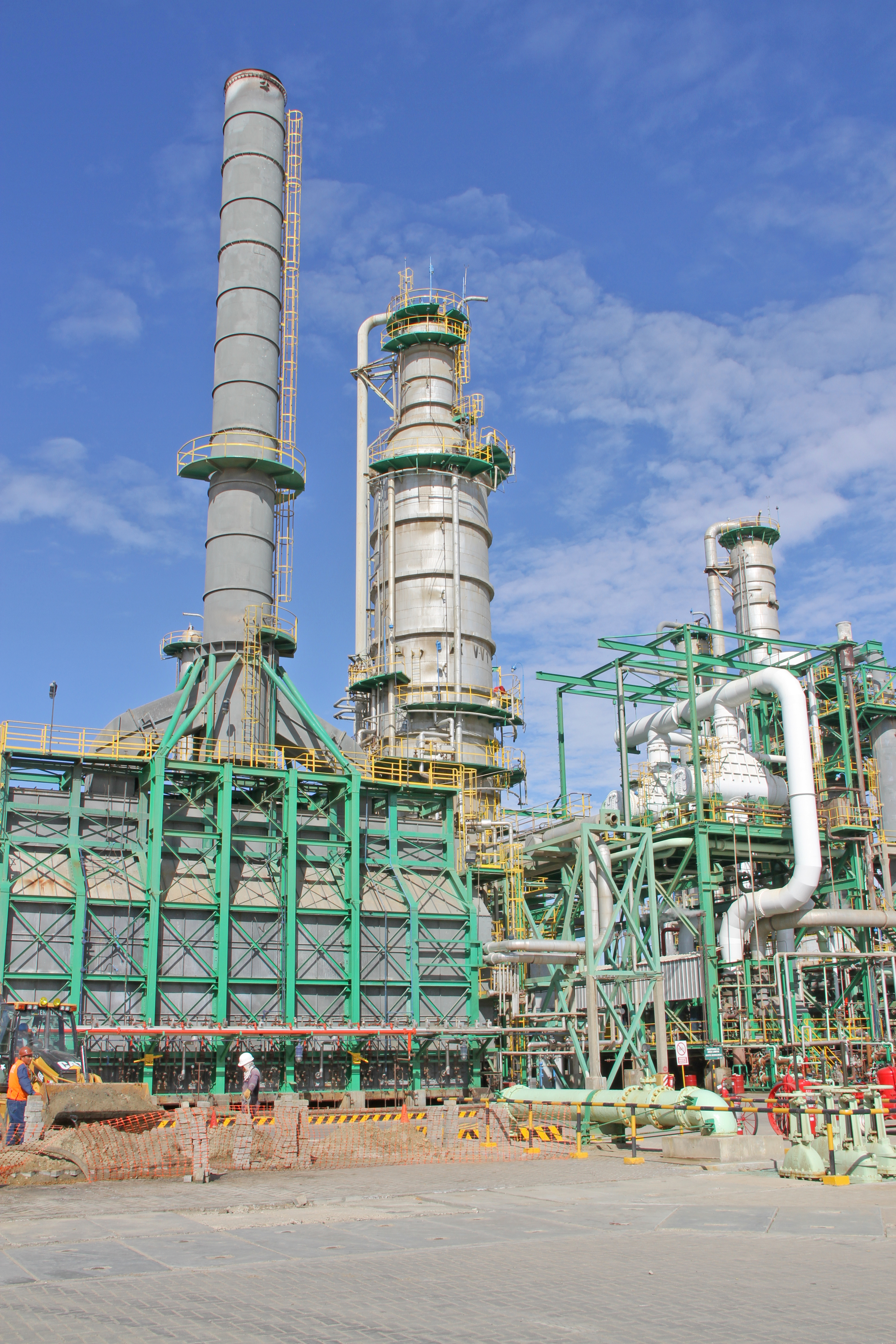
Refinería de Talara

El 9 de octubre de 1968 el gobierno del general Juan Velasco Alvarado, surgido seis días antes por un golpe de Estado al presidente Fernando Belaúnde, decidió resolver por la vía de la nacionalización de la industria petrolera el "Problema de la Brea y Pariñas". Mediante el Decreto Ley Nº 4 17066 y el despliegue militar de la Primera Región Militar con sede en Piura, el gobierno de la llamada Revolución Peruana tomó los campos petrolíferos de La Brea y Pariñas y la refinería de Talara, en manos de la International Petroleum Company (IPC). El gobierno expropió los bienes de la empresa estadounidense y la expulsó del país, aunque posteriormente la IPC fue indemnizada.
La toma de las instalaciones fue anunciada oficialmente el mismo día mediante mensaje a la nación. El gobierno bautizó oficialmente la fecha como Día de la Dignidad Nacional, acto que fue celebrado por gran parte de la población peruana. Con esta acción el Gobierno Revolucionario se afianzó en el poder y reorientó la política estatal hacía la restitución de la soberanía nacional en el plano económico y la recuperación del petróleo para los intereses de la nación.

### Desuso
Tras el Tacnazo del 29 de agosto de 1975, un golpe de Estado por una parte del Ejército peruano y encabezado por el general Francisco Morales Bermúdez, la fecha quedó en desuso. La celebración fue finalmente retirada del calendario cívico nacional al recuperarse la democracia con las elecciones de 1980.

### Vigencia en Talara
Actualmente, denominándose Día del Trabajador Petrolero, las autoridades provinciales de Talara, sindicatos y gremios petrolíferos mantienen vigente la celebración, conmemorándose la fecha con una misa Te Deum y una procesión de la bandera peruana y la bandera de Talara.